# جورك نوذر (مقاطعة تشرام)
جورك نوذر (بالفارسية: جورک نوذر) هي قرية تقع في قسم بشتة ذيلايي الريفي (مقاطعة تشرام) في إيران. يقدر عدد سكانها بـ 0 نسمة بحسب إحصاء 2016.